# Veva De Blauwe
Veva De Blauwe is een Vlaams actrice die voornamelijk actief is in het theater. Bij het grote televisiepubliek werd ze bekend via gastrollen in onder meer Flikken en Recht op Recht. Tussen 2000 en 2004 speelde ze de rol van Tine Huysmans in Familie. 

## Televisie
- 2000 - Flikken als Greet
- 2000 - Blinker en het Bagbag-juweel als Vera
- 2000-2004 - Familie als Tinne Huysmans
- 2002 - Big & Betsy als Hildegonde Sjiekmans
- 2002 - Recht op recht als Christine Windey
- 2004 - Sprookjes als goede dochter
- 2004 - Verschoten & zoon als Ann
- 2005 - Zone Stad als werkneemster in etablissement
- 2004-2005 - De Wet volgens Milo als Veerle
- 2006 - De Kavijaks
- 2007 - Thuis als kinesiste